# Derek Vaughan
Derek Vaughan (ur. 2 maja 1961 w Neath) – brytyjski i walijski polityk, deputowany do Parlamentu Europejskiego VII i VIII kadencji.

## Życiorys
Ukończył studia z zakresu politologii i historii na Uniwersytecie w Swansea. Od 1995 zasiadał w radzie miejskiej Neath Port Talbot, był członkiem władz miejskich ds. rozwoju gospodarczego, a w 2004 został liderem grupy radnych Partii Pracy. Objął też funkcję zastępcy przewodniczącego WLGA (Welsh Local Government Association), walijskiego stowarzyszenia zrzeszającego przedstawicieli władz lokalnych. Prowadził nadto działalność w związkach zawodowych.
W wyborach w 2009 z ramienia laburzystów uzyskał mandat posła do Parlamentu Europejskiego. Przystąpił do grupy Postępowego Sojuszu Socjalistów i Demokratów, a także do Komisji Przemysłu, Badań Naukowych i Energii. W 2014 z powodzeniem ubiegał się o europarlamentarną reelekcję.